# اسکلاونی

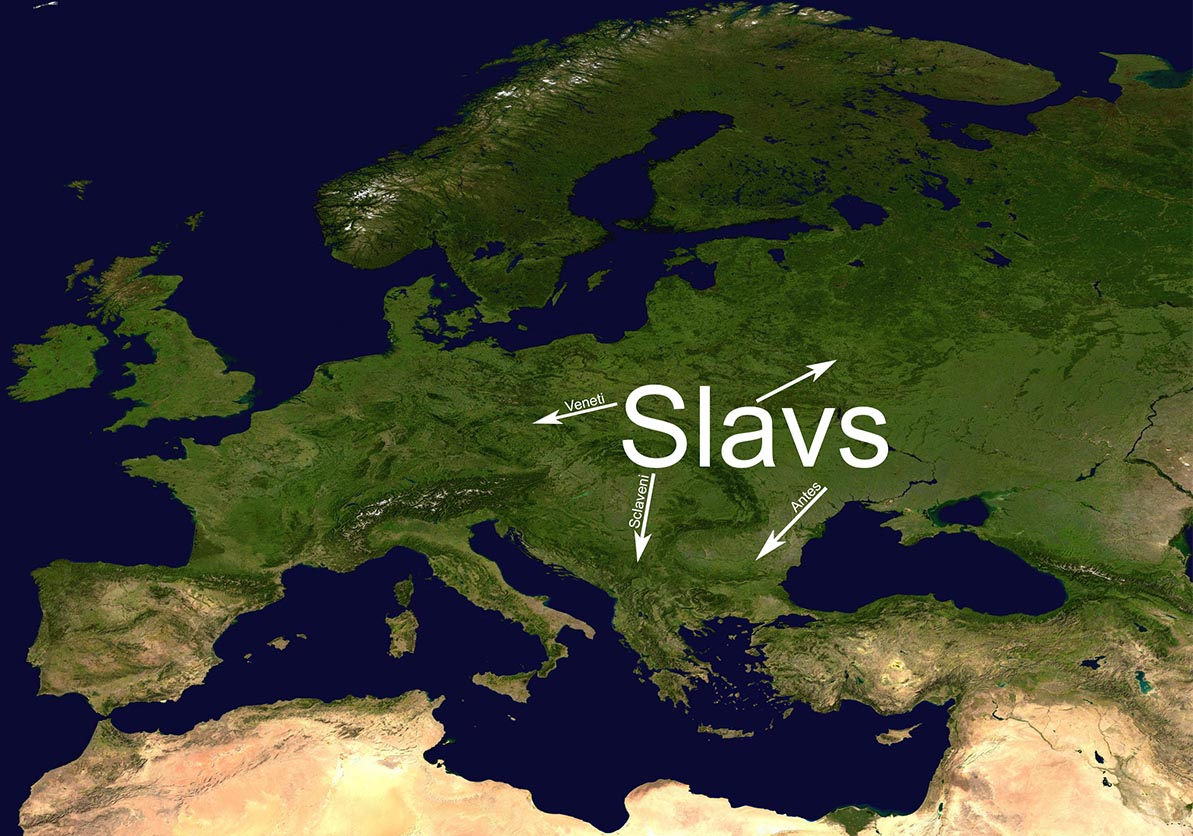
اسلاوها در سده ششم میلادی. مسیر اسکلاونی‌ها، آنتس‌ها و وندها در تصویر مشخص است.

اسکلاونی (لاتین: Sclaveni) یا اسکلابنوی (یونانی: Sklabenoi) قبایل اسلاو و نیای اسلاوهای جنوبی کنونی بودند که در قرون وسطای آغازین به بالکان یورش برده و در آن ساکن شدند. از آن‌ها در رویدادنامه‌های اولیه بیزانسی به عنوان بربرهای مرز بیزانس همانند آنتس‌ها (اسلاوهای شرقی) و سایر گروه‌های اسلاوی یاد شده‌است. اسکلاونی‌ها از آنتس‌ها و وند (اسلاوهای غربی) متمایز بودند اما به عنوان خویشاوندان یکدیگر شناخته می‌شدند. در نهایت، اکثر قبایل اسلاو جنوبی حاکمیت بیزانس را پذیرفتند و تحت نفوذ فرهنگی بیزانس قرار گرفتند. این اصطلاح تا زمان ظهور نام‌های قبیله‌ای جداگانه در قرن دهم به‌طور گسترده به عنوان اصطلاح عمومی استفاده می‌شد.